# Hypopyra shiva
Hypopyra shiva là một loài bướm đêm trong họ Erebidae.